# Louis Choris
Louis Choris (in russo Логгин Андреевич Хорис?, Loggin Andreevič Choris; in ucraino Логгин Андрійович Хоріс?, Lohhyn Andrijovyč Choris; Dnipro, 22 marzo 1787 – Veracruz, 22 marzo 1828) è stato un esploratore e pittore ucraino naturalizzato tedesco.
Era un giovane artista che viveva a San Pietroburgo quando fu scelto per diventare il pittore di un viaggio nel Pacifico. Adolescente aveva partecipato a una spedizione nel Caucaso. La spedizione aveva il compito di esplorare lo stretto di Bering e il passaggio a nord-ovest, senza dover passare dal capo Horn.
Dal 1815 al 1818 Otto von Kotzebue guidò con l'imbarcazione Rurik una spedizione nel Mar Glaciale Artico, finanziata dal conte Romanzov; con Louis Choris presero parte al viaggio anche i naturalisti Adelbert von Chamisso e Johann Friedrich von Eschscholtz.
Pubblica in Francia nel 1821-1823 il suo Voyage pittoresque autour du monde, scritto con Georges Cuvier, Adelbert von Chamisso e Franz Joseph Gall, che ottiene un gran successo.
Nel 1828 muore in Messico, dopo essere stato aggredito.